# Borzątew
Borzątew (prononciation : [bɔˈʐɔntɛf]) est un village polonais de la gmina de Mieleszyn dans le powiat de Gniezno de la voïvodie de Grande-Pologne dans le centre-ouest de la Pologne.
Il se situe à environ 4 kilomètres au sud-ouest de Mieleszyn (siège de la gmina), à 16 kilomètres au nord-ouest de Gniezno (siège du powiat) et à 47 kilomètres au nord-est de Poznań (capitale régionale).

## Histoire
De 1975 à 1998, le village faisait partie du territoire de la voïvodie de Poznań.

Depuis 1999, Borzątew est situé dans la voïvodie de Grande-Pologne.